# Waldemar Kischinhevsky
Waldemar Kischinhevsky (Rio de Janeiro, 5 de outubro de 1925 – 30 de abril de 2003) foi um médico brasileiro.
Foi eleito membro da Academia Nacional de Medicina em 1990, ocupando a cadeira 90, que tem Oswaldo Cruz como patrono.